# Хиксон, Ян
Ян «Hixie» Хиксон (англ. Ian Hickson) — автор и маинтейнер Acid2 и Acid3 тестов, а также Web Applications 1.0/HTML 5 спецификации. Получил широкую известность в качестве сторонника веб-стандартов. Кроме того, сыграл важную роль в развитии спецификаций, например, такой как CSS, также был соавтором спецификации CSS 2.1.
Ян Хиксон родился в Женеве, Швейцария. Прожил там около 10 лет. Он изучал физику в Университете Бата в Англии. Затем работал разработчиком в Netscape и Opera Software. На данный момент работает в компании Google в Сан-Франциско, а также является одним из основателей Web Hypertext Application Technology Working Group.